# Leaders (Tunisie)
Pour les articles homonymes, voir Leaders.
Leaders est un site web tunisien d'actualités en langue française se définissant comme indépendant.
Il est lancé en octobre 2008 par Taoufik Habaieb, président de THCOM, une agence-conseil en communication, et PR Factory, spécialisée en relations publiques et relations de presse.
Le site cherche à couvrir l'actualité tunisienne en s'attachant particulièrement à mettre en lumière ce qui sont considérées comme des réussites individuelles et collectives, à favoriser le réseautage et à transmettre des valeurs entre générations.
En plus de l'édition en ligne, il publie une lettre d'information électronique quotidienne et des alertes en cas de nouvelles urgentes. Une version papier sous forme de mook (magazine + book) est également publiée, avec le statut de livre, à partir de janvier 2010 dans la collection Best Of Leaders.
Parmi les rubriques du site figurent Opinions, Notes & Docs, Mon 1er patron, Que sont-ils devenus ?, 3 questions à..., Hommage à..., Sucess Story, Tendance et Who's Who.
Une version papier, sous la forme d'un magazine mensuel, est lancée en juin 2011.